# Statine

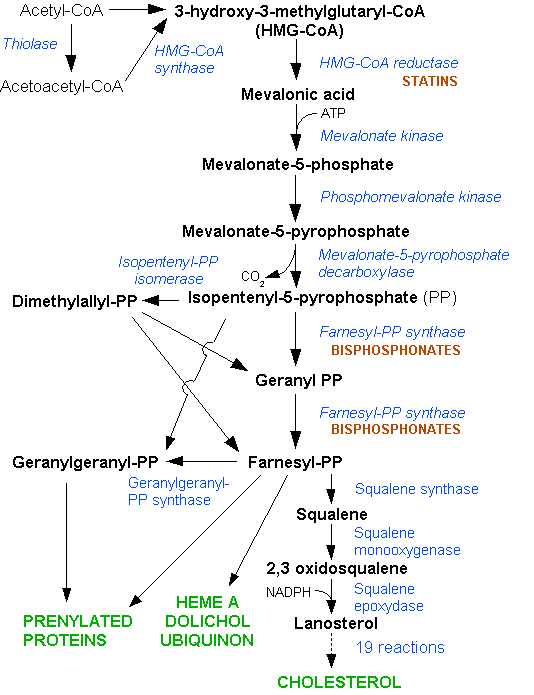
La cascata che porta alla sintesi del colesterolo. Nella parte in alto viene indicato il punto dove le Statine esercitano l'azione inibente.

Le statine, o inibitori della HMG-CoA reduttasi, sono farmaci che inibiscono la sintesi del colesterolo endogeno, agendo sull'enzima idrossimetilglutaril-CoA reduttasi, che converte la molecola del 3-idrossi-3-metilglutaril-CoA in acido mevalonico, un precursore del colesterolo.
Un altro meccanismo d'azione può coinvolgere l'attivazione della proteina SREBPs e la sua proteina accompagnatrice SCAP che la proteolizza e ne determina la translocazione nel nucleo dove promuove la trascrizione e la traduzione di geni che codificano per i recettori delle LDL, con l'obiettivo ultimo di abbassarne i livelli plasmatici con effetto dose-dipendente.
Un altro meccanismo d'azione, condiviso con i fibrati è la variazione qualitativa delle VLDL prodotte affinché abbiano maggiore affinità per il fegato. L'effetto sulle HDL è più modesto (dal 5 al 10%) e non è dose dipendente.

## Principi attivi

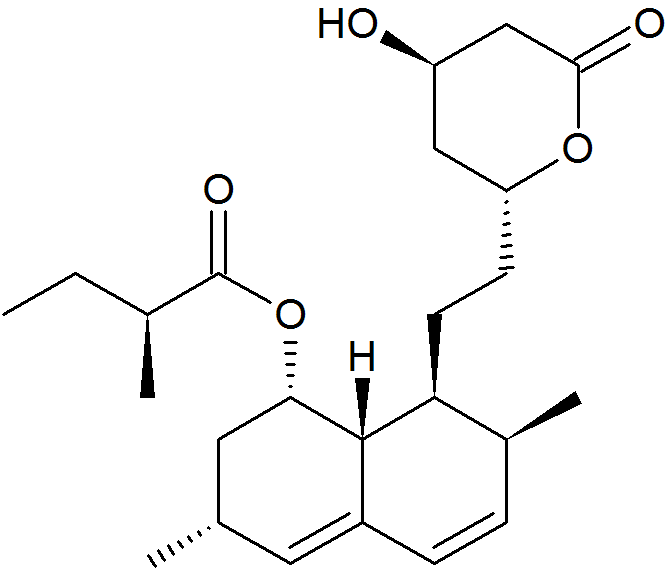
La formula chimica della lovastatina.

Le statine si possono dividere in due gruppi: naturali e sintetiche.
Le statine sono, in ordine alfabetico (i nomi commerciali possono variare negli altri Paesi):
| Statina                                  | Nome commerciale | Derivazione  |
| Atorvastatina                            | Arkas, Ator, Atoris, Lipitor, Torvast, Totalip | Sintetica    |
| Atorvastatina + Amlodipina               | Caduet, Envacar | Associazione |
| Atorvastatina + Perindopril + Amlodipina | Lipertance, Triveram | Associazione |
| Cerivastatina                            | Baycol, LipoBay (ritirata dal commercio) | Sintetica    |
| Fluvastatina                             | Lescol, Lipaxan, Primesin | Sintetica    |
| Lovastatina                              | Lovinacor, Rextat, Tavacor | Naturale     |
| Lovastatina + Niacina RP                 | Advicor (non presente in Italia) | Associazione |
| Mevastatina                              | Compactin, Compactina (non presente in Italia) | Naturale     |
| Pitavastatina                            | Alipza, Livalo, Livazo, Pitava | Sintetica    |
| Pravastatina                             | Aplactin, Lipostat, Prasterol, Pravachol, Pravaselect, Sanaprav, Selectin, Selektine, Vasticor                                                                          | Naturale     |
| Rosuvastatina                            | Colcardiol, Colfri, Crativ, Crestor, Dilivas, Exorta, Koleros, Lipidover, Miastina, Provisacor, Rosastin, Simestat, Staros                                              | Sintetica    |
| Rosuvastatina + Ezetimibe                | Aurozeb, Compuna, Cholecomb, Delipid Plus, Ezateros, Maoris, Росулип плюс, Quiloga, Rosetem, Rosulip, Rosumibe, Rozeiond, Rozetimad, Viazet                             | Associazione |
| Simvastatina                             | Alpheus, Krustat, Lipenil, Lipex, Liponorm, Medipo, Omistat, Rosim, Setorilin, Simbatrix, Sincol, Sinvacor, Sinvalip, Sivastin, Sinvat, Vastgen, Vastin, Xipocol, Zocor | Naturale     |
| Simvastatina + Ezetimibe                 | Goltor, Inegy, Staticol, Vytorin, Zestan, Zevistat | Associazione |
| Simvastatina + Niacina RP                | Simcor, Simcora | Associazione |

La Lovastatina e la Simvastatina dal punto di vista farmacocinetico sono dei profarmaci, quindi si attivano direttamente nell'organismo; la Pravastatina, la Fluvastatina, la Atorvastatina, la Rosuvastatina e la Cerivastatina sono farmaci attivi. Quest'ultima è stata ritirata dal commercio dopo che (associata a fibrati) diede luogo a gravi eventi avversi di rabdomiolisi fatale, in numero eccessivo rispetto alle altre statine.

## Indicazioni
Le statine sono indicate per:
- ridurre i livelli di colesterolo abnormemente aumentati
- prevenire danni cardio-cerebro-vascolari causati dall'aterosclerosi nei soggetti a rischio
- prevenire danni cardio-cerebro-vascolari in tutti quei soggetti che abbiano già avuto un evento (es. infarto, ictus)

Hanno anche il vantaggio di migliorare l'endotelio, inibire l'aggregazione piastrina ed essere degli stabilizzatori di placca aterosclerotica, oltre ad aumentare l'ossidazione degli acidi grassi e a fungere da possibili antinfiammatori.
Recentemente sono state modificate le indicazioni per la somministrazione delle statine, che vengono racchiuse nella nota 13 da segnalare nella ricetta medica, perché il farmaco possa essere dispensato gratuitamente dal SSN.
Per rendere più agevole l'utilizzo delle ultime indicazioni dell'AIFA è stato approntato uno schema per il Calcolo dell'Applicabilità della Nota 13, tale schema è di notevole ausilio per il medico curante che potrà avere, inserendo i parametri richiesti, una risposta immediata e conforme alle nuove disposizioni di legge.

## Effetti collaterali
Le statine sono generalmente ben tollerate, tuttavia vi sono degli effetti noti che meritano una particolare attenzione:
- Epatotossicità: le statine possono dare un incremento dei livelli delle transaminasi (0,5-2% dei soggetti trattati).
- Miopatia e Rabdomiolisi: le statine sono associate a disturbi muscolari che vanno dalla debolezza muscolare e crampi fino alla mialgia.[4]Più rare, ma molto più gravi sono le miositi e la rabdomiolisi. In particolare il danno muscolare può consistere in un aumento dei livelli di CPK plasmatici con un'incidenza del 20-50%, mentre l'incidenza di rabdomiolisi è stimata allo 0,2%.[5]
- Diminuzione dei livelli del coenzima Q10 nell'organismo.[6][7]
- Dispepsia e Nausea
- Cefalea
- Aumentato rischio di insorgenza di diabete mellito nelle donne in menopausa.[8]

## Interazioni

### Interazione con Fibrati
L'interazione fra statine e fibrati è particolarmente importante, dal momento che pazienti con ipercolesterolemia sono spesso trattati con più farmaci ipolipemizzanti. Oltre a diverse segnalazioni di tossicità del muscolo scheletrico manifestatasi come miopatia con o senza rabdomiolisi associata sia a derivati dell'acido fibrico sia alle statine da sole, ci sono state diverse segnalazioni di tale condizione come risultato della terapia combinata, suggerendo che tali effetti possono essere additivi.

### Altre interazioni
Altri farmaci che possono interferire con le statine e dar luogo a rabdomiolisi sono:
- antibiotici;
- anticoagulanti;
- antidepressivi;
- antifungini;
- calcio-antagonisti;
- glicosidi cardiaci;
- immunosoppressori;
- miorilassanti;
- sequestranti biliari;
- vitamine.

L'interazione avviene per cointeressamento del citocromo P450 (CYP) e di alcuni suoi isoenzimi.
In particolare:
- Calcio-antagonisti non diidropiridinici quali verapamil e diltiazem che agiscono da inibitori del CYP3A4 possono causare un incremento dei livelli plasmatici di statine.
- Diversamente da questi, le diidropiridine (per es. nifedipina o amlodipina) non alterano la funzionalità di questo isoenzima e quindi non danno interazioni con le statine.
- Per quanto riferibile agli antifungini (farmaci antimicotici) quelli azolici (per es. itraconazolo e ketoconazolo) interferiscono col CYP3A4 mentre ciò non avviene con azitromicina e fluconazolo.
- Poiché la pravastatina e la rosuvastatina non vengono metabolizzate dal CYP3A4, queste statine danno più raramente interazioni farmacologiche basate su questo meccanismo d'azione.

## Statine e Proteina C reattiva
Le statine riducono del 15-30% i livelli della proteina C reattiva (PRC) indipendentemente dall’effetto sulle LDL. Lo studio JUPITER (Justification for the Use of statins in Primary prevention: an Intervention Trial Evaluating Rosuvastatin) con rosuvastatina 20 mg/die in oltre 17.000 soggetti con bassi valori di LDL (< 130 mg/dL) e PRC >2 mg/L senza patologia coronarica e senza diabete ha registrato una riduzione del 50% delle LDL, del 37% di PRC e del 44% di eventi cardiovascolari. Sulla base di questi dati, nel 2010 la Food and Drug Administration (FDA) ha esteso le indicazioni della rosuvastatina ai soggetti di età superiore ai 50 anni senza coronaropatia con PCR >2 mg/L e almeno un altro fattore di rischio cardiovascolare.

## Commercio

### Critiche
Le statine sono state, da parte delle aziende produttrici, oggetto di fenomeni di mercificazione della malattia, tanto da diventare negli USA la prima categoria di farmaco utilizzata nel 2004.